# Sd.Kfz.135/1
15 cm s.FH.13/1 (Sf) auf Geschützwagen Lorraine-Schlepper (f) — німецька самохідна артилерійська установка (САУ) класу самохідних гаубиць періоду Другої Світової війни, легка по масі. За відомчим рубрикатором міністерства озброєнь нацистської Німеччини самохідка позначалася як Sd.Kfz.135/1.

## Історія створення
Ця бойова машина була створена в 1942 році на базі колишніх французьких бронетранспортерів «Lorraine», захоплених Вермахтом у 1940 році. Також як ходова частина для подібних за конструкцією і призначенням САУ під тою самою назвою застосовувалися й шасі трофейних легких танків «Гочкіс» H 35 і H 39, а також «Рено» R 35. Стимулом для появи цієї САУ стала потреба Вермахту у підвищенні мобільності важкої польової артилерії.
Переробкою трофейних БТР в САУ займалася фірма «Альфред Беккер» в м. Крефельд влітку 1942 року. Гарматна установка розміщувалась в кормовій частині машини в нерухомій броньованої рубці, відкритій зверху і ззаду.

## Озброєння
Більшість (94 із 107) Sd.Kfz.135/1 озброювалися 150-мм важкою гаубицею s.FH.13/1. 12 перероблених в САУ БТР «Lorraine» як основне озброєння мали адаптовану для установки на самохідну базу 105-мм легку гаубицю le.FH.18/40, а одна навіть була оснащена 122-мм гаубицею зр. 1938 р. (М-30), що маркувалася на німецькій службі як 12,2 cm s.FH.396(r).

## Бойове застосування

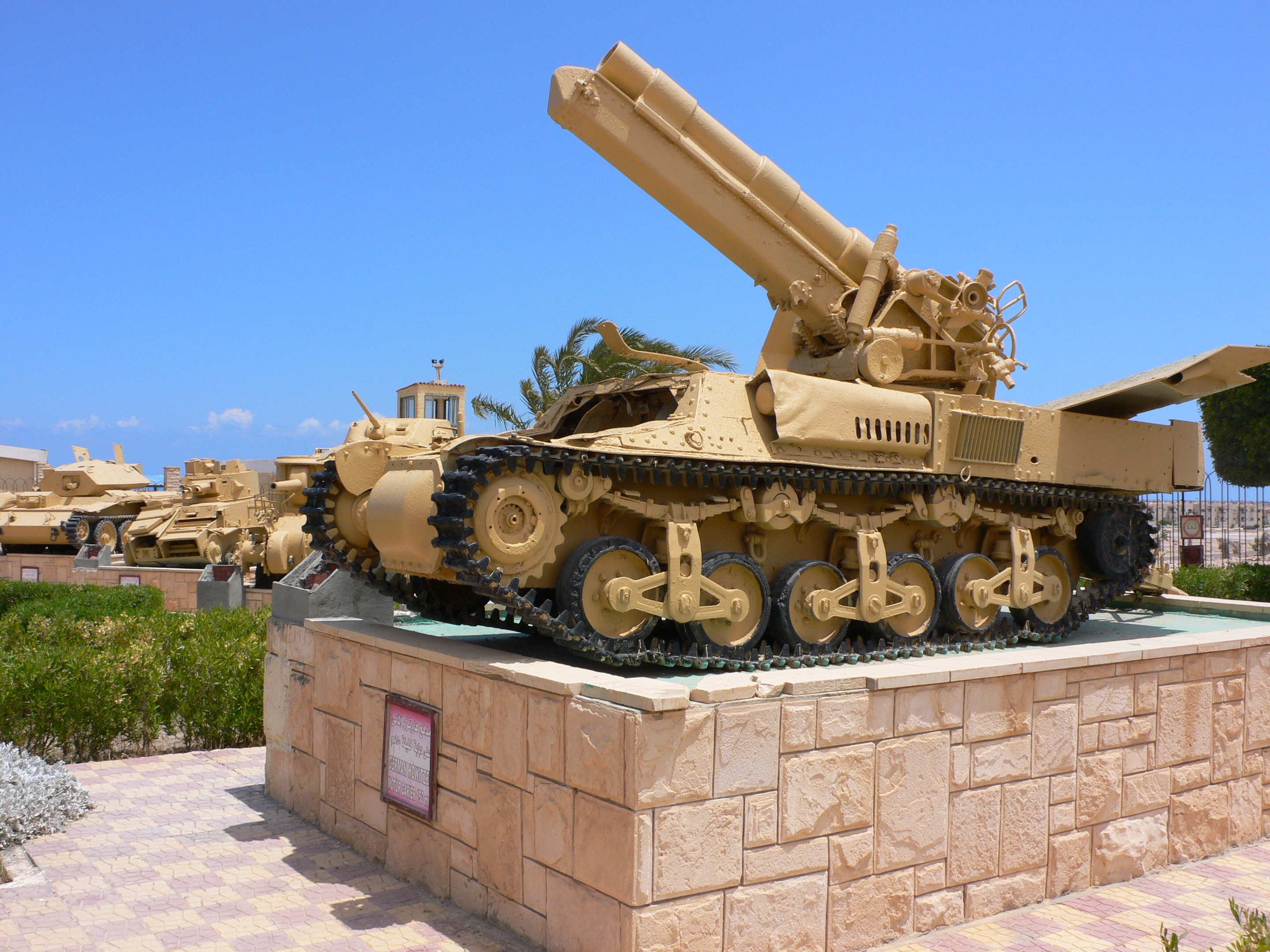
В музеї Ель-Аламейн (без рубки бойового відділення)

Самохідні гаубиці на базі БТР «Lorraine» з 150-мм гаубицею воювали в Північній Африці у складі 21-ї танкової дивізії, але в основному використовувалися для навчальних цілей у Франції.
З початком висадки союзників у Нормандії в червні 1944 року вони стали активно застосовуватися в боях на західноєвропейському театрі військових дій.
Одна вціліла САУ цього типу експонується в музеї Абердинського випробувального полігону Армії США.